# Копанки (Ізюмський район)
Копа́нки —  село в Україні, у Оскільській сільській територіальній громаді Ізюмського району Харківської області. Населення становить 31 осіб. До 2020 орган місцевого самоврядування — Малокомишуваська сільська рада.

## Географія
Село Копанки знаходиться на відстані 4 км від сіл Петропілля, Дмитрівка, Мала Комишуваха. По селу протікає пересихаючий струмок з загатою.

## Історія
- 1922 - дата заснування.
- 12 червня 2020 року, розпорядженням Кабінету Міністрів України № 725-р «Про визначення адміністративних центрів та затвердження територій територіальних громад Харківської області», увійшло до складу Оскільської сільської територіальної громади[1].
- 19 липня 2020 року, в результаті адміністративно-територіальної реформи та ліквідації Ізюмського району (1923—2020), село увійшло до складу новоутвореного Ізюмського району[2].

## Населення
Згідно з переписом УРСР 1989 року чисельність наявного населення села становила 28 осіб, з яких 12 чоловіків та 16 жінок.
За переписом населення України 2001 року в селі мешкала 31 особа.

### Мова
Розподіл населення за рідною мовою за даними перепису 2001 року:
| Мова       | Відсоток |
| ---------- | -------- |
| українська | 87,10 %  |
| російська  | 9,68 %   |
| інші       | 3,22 %   |

## Економіка
- Вівце-товарна ферма.